# شهرک خلیل‌آباد
شهرک خلیل‌آباد، روستایی از توابع بخش مرکزی شهرستان زرین‌دشت در استان فارس ایران است.

## جمعیت
این روستا در دهستان خسویه قرار دارد و براساس سرشماری مرکز آمار ایران در سال ۱۳۸۵، جمعیت آن ۱٬۱۷۱ نفر (۲۶۲خانوار) بوده‌است.